# Ewa Wiśnierská
Ewa Wiśnierská, rozená Cieślewiczová (* 23. prosince 1971 Nisa, Polsko), je polsko-německá paraglidistka, členka německého národního paraglidingového týmu, která několikrát vyhrála světový pohár v paraglidingu. Je známá především tím, že přežila extrémní chlad, blesky a nedostatek kyslíku během stoupání do výšky téměř 10 000 metrů uvnitř bouřkového mraku.
Wiśnierská žije v Bavorsku, ve městě Aschau im Chiemgau, kde učí paragliding a vede firmu nabízející kurzy v oblasti osobního rozvoje.

## Nehoda
Dne 14. února 2007, navzdory počasí, zprávy ohlašující přítomnost silné bouřky, se Wiśnierská rozhodla trénovat na mistrovství světa v paraglidingu 2007, poblíž australského města Manilla, v Novém Jižním Walesu. Stoupající proudy dvou spojených bouřek ji však vtáhly a unášely rychlostí 77 kilometrů za hodinu až do výšky 9 946 metrů (podle údajů jejího GPS přístroje). Přistála až o 3,5 hodiny později asi 60 kilometrů severně od její startovní pozice.
V téže chvíli byl také ve vzduchu čínský paraglidista Che Čung-pchin, který však nepřežil zásah blesku.

## Film
V roce 2010 natočily stanice ABC1 a France 5 o jejím příběhu dokumentární film Miracle in the Storm (Zázrak v bouři).